# 17. Kurentovanje (1977)
Kurentovanje 1977 je bil sedemnajsti uradni ptujski karneval, 20. februarja, na pustno nedeljo.
Skupaj sta ga že peto leto zapored organizirala Folklorno društvo Ptuj in Turistično društvo Ptuj. Oblačna sivina neba, ki je kar naprej nakazovala dež, je na srečo ostalo suho, zavijanje vetra pa je nekoliko ohladilo ozračje in povorko na kateri se je zbralo okrog 40,000 obiskovalcev. Sodelovalo je skupno 1,800 udeležencev povorke, od tega 1,100 karnevalskih in 700 etnografskih mask (18 skupin). Prvo nagrado si je razdelilo kar 7 skupin.

## Spored

### Dopoldanski prikaz etnografskih likov na tržnici
Prikaz  se je zgodil ob 10. uri na mestni tržnici (Titov trg):
- Ples vil s kraljico (Markovci)
- Kopanjarice (Markovci)
- Koranti (Markovci)
- ..... vsega skupaj 18 etnografskih skupin

### Popoldanski sprevod karnevalskih skupin po mestu
Ob 14. uri po mestnih ulicah:
- Karnevalske skupine omenjene spodaj

## Nagrade
Člani komisije so med najboljše sodelujoče karnevalske skupine razdeljene v 6 različnih kategorij z skupnim nagradnim skladom 40,000 dinarjev.

### 1. kategorija (7 x 2,000 dinarjev)
|                      | Nastopajoči                                               | Nagrada        |
| -------------------- | --------------------------------------------------------- | -------------- |
| 1. nagrada (deljena) | »Kmečka gostija« (Turistično društvo Polenšak)            | 2,000 dinarjev |
| 1. nagrada (deljena) | »SOZD Hidravlika« (Proizvodnja podjetja Olge Meglič)      | 2,000 dinarjev |
| 1. nagrada (deljena) | »Carter – predsednik ZDA« (TP Merkur)                     | 2,000 dinarjev |
| 1. nagrada (deljena) | »Market – Mars« (TP Izbira)                               | 2,000 dinarjev |
| 1. nagrada (deljena) | »Pri Mercatorju se vse dobi in Žehtnik« (Mercator – TOZD) | 2,000 dinarjev |
| 1. nagrada (deljena) | »Kojak« (TD Ptuj)                                         | 2,000 dinarjev |
| 1. nagrada (deljena) | »Vikend odnosi Vinske sorte« (KK – Kletarstvo)            | 2,000 dinarjev |

### 2. kategorija (8 x 1,500 dinarjev)
|                      | Nastopajoči                                            | Nagrada        |
| -------------------- | ------------------------------------------------------ | -------------- |
| 2. nagrada (deljena) | »Veliko pričakovanje« (Perutnina Ptuj)                 | 1,500 dinarjev |
| 2. nagrada (deljena) | »Črna bratovščina« (Erhatič Feliks in Dimnikarji)      | 1,500 dinarjev |
| 2. nagrada (deljena) | »Žehtnik« (Delta Ptuj)                                 | 1,500 dinarjev |
| 2. nagrada (deljena) | »Sadovi in tegracije« (AGIS Ptuj)                      | 1,500 dinarjev |
| 2. nagrada (deljena) | »Kultura delavcu Samoupravni sporazum« (Opekarna Ptuj) | 1,500 dinarjev |
| 2. nagrada (deljena) | »Arheologi« (GRADIS – Gradnje)                         | 1,500 dinarjev |
| 2. nagrada (deljena) | »Rancarji in kosci« (PD Markovci)                      | 1,500 dinarjev |
| 2. nagrada (deljena) | »Kulturni dom« (KD Prvenci)                            | 1,500 dinarjev |

### 3. kategorija (5 x 1,000 dinarjev)
|                      | Nastopajoči                                  | Nagrada        |
| -------------------- | -------------------------------------------- | -------------- |
| 3. nagrada (deljena) | »Večni rekonvalescent« (KS Ptuj)             | 1,000 dinarjev |
| 3. nagrada (deljena) | »Bogata sadna letina« (MA Juršinci)          | 1,000 dinarjev |
| 3. nagrada (deljena) | »Mlinarji« (GD Ptujska Gora)                 | 1,000 dinarjev |
| 3. nagrada (deljena) | »Referendum je uspel« (Dijaki iz gimnazije)  | 1,000 dinarjev |
| 3. nagrada (deljena) | »Uničevanje načrtov« (KK – TOZD Tehnoservis) | 1,000 dinarjev |

### 4. kategorija (3 x 800 dinarjev)
|                      | Nastopajoči                                    | Nagrada      |
| -------------------- | ---------------------------------------------- | ------------ |
| 4. nagrada (deljena) | »Godba na pihala« (Polskava)                   | 800 dinarjev |
| 4. nagrada (deljena) | »Kopališče – pokopališče « (Certus – Avtopark) | 800 dinarjev |
| 4. nagrada (deljena) | »Sodobna delavnica« (Mladina Brstje)           | 800 dinarjev |

### 5. kategorija (3 x 600 dinarjev)
|                      | Nastopajoči                                           | Nagrada      |
| -------------------- | ----------------------------------------------------- | ------------ |
| 5. nagrada (deljena) | »Popevka za "Evrovizijo"« (ŠC za kovinstroko)         | 600 dinarjev |
| 5. nagrada (deljena) | »Kmečka gostija« (Mladina iz Zavrha – pošta Voličina) | 600 dinarjev |
| 5. nagrada (deljena) | »Veseli Zagorci« (Omladina Lovrenčan – pošta Cestica) | 600 dinarjev |

### 6. kategorija (4 x 400 dinarjev)
|                      | Nastopajoči                         | Nagrada      |
| -------------------- | ----------------------------------- | ------------ |
| 6. nagrada (deljena) | »Izletniki« (Gostišče Breg)         | 400 dinarjev |
| 6. nagrada (deljena) | »Kočija treh konj« (JANŠA – KRUŠIČ) | 400 dinarjev |
| 6. nagrada (deljena) | »Štipendije« (ZSM Voličina)         | 400 dinarjev |
| 6. nagrada (deljena) | »Formula 1« (občan iz Ptuja)        | 400 dinarjev |